# Чемпионат России по вольной борьбе 1993
Чемпионат России по вольной борьбе 1993 года проходил в Москве.

## Медалисты
| Категория | Золото                          | Серебро                          | Бронза                            |
| --------- | ------------------------------- | -------------------------------- | --------------------------------- |
| До 48 кг  | Андрей Матюнов Бурятия          | Юрий Партахеев Бурятия           | Пётр Юмшанов Якутия               |
| До 52 кг  | Сергей Замбалов Бурятия         | Владимир Торговкин Якутия        | Герман Контоев Якутия             |
| До 57 кг  | Багаутдин Умаханов Дагестан     | Аслан Фидаров Северная Осетия    | Николай Яковлев Якутия            |
| До 62 кг  | Гаджи Рашидов Дагестан          | Магомед Азизов Дагестан          | Шамиль Даитбеков Дагестан         |
| До 68 кг  | Вадим Богиев Северная Осетия    | Гоча Макоев Северная Осетия      | Рамис Рамазанов Дагестан          |
| До 74 кг  | Сайгид Катиновасов Дагестан     | Магомедсалам Гаджиев Дагестан    | Махмет Ибрагимов Дагестан         |
| До 82 кг  | Расул Катиновасов Дагестан      | Рустем Келехсаев Северная Осетия | Шамиль Бердиев Карачаево-Черкесия |
| До 90 кг  | Сослан Фраев Северная Осетия    | Виталий Гизоев Северная Осетия   | Виталий Перфильев Москва          |
| До 100 кг | Давид Мусульбес Северная Осетия | Дауд Магомедов Дагестан          | Андрей Головко Карачаево-Черкесия |
| До 130 кг | Лери Хабелов Северная Осетия    | Андрей Шумилин Калининград       | Георгий Кайсынов Северная Осетия  |